# Thinopyrum
Thinopyrum er en slægt indenfor græs-familien med ca. 20 arter der er udbredt fra Nordafrika og Mellemøsten via Kaukasus til Centralasien og det Indiske subkontinent. I Europa forekommer flere af arterne i de sydlige, centrale og østlige dele. Slægtens nordgrænse ligger mellem Danmark og Estland. Det er flerårige græsser med kraftig og stiv vækst. Frøstandene minder meget om dem hos slægten Kvik (Elytrigia) eller hos Spelt (Triticum aestivum subsp. spelta).
Nogle af arterne har vist sig velegnede som foderplanter og jordsikringsafgrøder. Et par stykker er under forædling til brødkornafgrøder.
| Beskrevne arter |

- Thinopyrum intermedium

| Andre arter |

- Thinopyrum bessarabicum
- Thinopyrum caespitosum
- Thinopyrum curvifolium
- Thinopyrum distichum
- Thinopyrum elongatum
- Thinopyrum gentryi
- Thinopyrum junceiforme
- Thinopyrum junceum
- Thinopyrum podperae
- Thinopyrum ponticum
- Thinopyrum pungens
- Thinopyrum pycnanthum
- Thinopyrum sartorii
- Thinopyrum scirpeum

## Note
1. ↑  GRIN: Thinopyrum (engelsk)